# Spektrum (Band)
Spektrum ist ein britischer House-Act aus London, bestehend aus Gabriel Olegavich (Synthesizer, Programmierung und Vocals), Lola Olafisoye (Vocals), Isaac Tucker (Schlagzeug) sowie Teia Williams (Bass).

## Bandgeschichte
Die Band Spektrum wurde 1999 gegründet, als Gabriel und Lola sich entschlossen, gemeinsam Musik zu schreiben und zu produzieren. Im Jahr 2001 trafen sie den Bassisten Teia Williams durch einen gemeinsamen Freund und rekrutierten ihn sowie den Schlagzeuger Isaac Tucker (die beiden hatten in der Vergangenheit in ihrer Heimat Neuseeland zusammengearbeitet). 
Im August 2001 veröffentlichte die Band auf ihrem eigenen Label ihre erste Single „Breaker“, die erstmals auf dem Radio von Gilles Peterson gespielt wurde. Die Nachfolgesingle „Freakbox“ erschien im März 2002 und weckte das Interesse von Richie Hawtin, der ebenso wie Ricardo Villalobos und Alter Ego einen Remix produzierte. 
Den größten Erfolg hatte die Band 2004 mit der Single „Kinda New“. Die Single erreichte Platz 70 in den britischen Singlecharts. Nachdem die ursprüngliche Veröffentlichung bereits mit einem Remix von Tiefschwarz erschienen war, wurden 2005 und 2007 noch weitere Remixe von Dirty South produziert. Der letztere erreichte Platz eins in den UK Dance Charts. 
2004 erschien schließlich auch ihr Debütalbum Enter the Spektrum. Ein weiteres Album mit dem Titel Fun at the Gymkhana Club wurde 2006 veröffentlicht.

## Diskografie

### Alben
- 2004: Enter the Spektrum
- 2006: Fun at the Gymkhana Club

### Singles
- 2001: Breaker
- 2002: Freakbox
- 2002: Free Fall
- 2004: Kinda New
- 2005: May Day
- 2006: Don't Be Shy
- 2006: Horny Pony
- 2007: Sugar Bowl
- 2008: HotSteppa
- 2010: I've Done It Now